# (35453) 1998 DE13
1998 DE13 (asteroide 35453) é um asteroide da cintura principal. Possui uma excentricidade de 0.16020540 e uma inclinação de 8.94028º.
Este asteroide foi descoberto no dia 22 de fevereiro de 1998 por NEAT em Haleakala.